# Distretto di Bátonyterenye
Il distretto di Bátonyterenye (in ungherese Bátonyterenyei járás) è un distretto dell'Ungheria, situato nella provincia di Nógrád.